# 피게이렌시 FC
피게이렌시 FC(Figueirense Futebol Clube)는 브라질 산타카타리나주의 플로리아노폴리스를 연고로 하는 축구 클럽이다.
이 클럽은 1921년, Figueirense Foot-ball Club으로 설립되었다. 피게이렌시는 1932년 처음으로 주 대회에서 우승했고 1935년부터 1937년까지 산타카타리나주 리그인 카타리넨시 선수권 대회에서 3년 연속으로 챔피언에 올랐다. 1939년 피게이렌시는 주 대회에서 다시 우승했지만 클럽은 10년간의 황금기를 마치게 되었다.
1972년 피게이렌시는 30년 만에 산타카타리나주 리그에서 우승하는 데 성공했다. 1973년 피게이렌시는 산타카타리나주 클럽으로는 처음으로 브라질 세리 A에 진출하는 영광을 누렸으며 1974년에는 다시 산타카타리나주 리그에서 우승하였다.

## 선수 명단

### 현역
참고: FIFA 자격 규정에 따라 소속된 국가대표팀 국기를 표시합니다. 선수는 복수의 FIFA 비회원국 국적을 가지고 있을 수 있습니다.
| 번호 | 포지션 | 국적 | 이름 |
| ---- | ------ | ---- | ---- |

| 번호 | 포지션 | 국적 | 이름 |
| ---- | ------ | ---- | ---- |

## 역대 감독
| 감독                            | 임기        |
| ------------------------------- | ----------- |
| 아지우송 지아스 바치스타        | 2005 ~ 2006 |
| 와우데마르 레무스 지 올리베이라 | 2006        |
| 조르지뉴                        | 2011        |